# Dorfkirche Meinsdorf

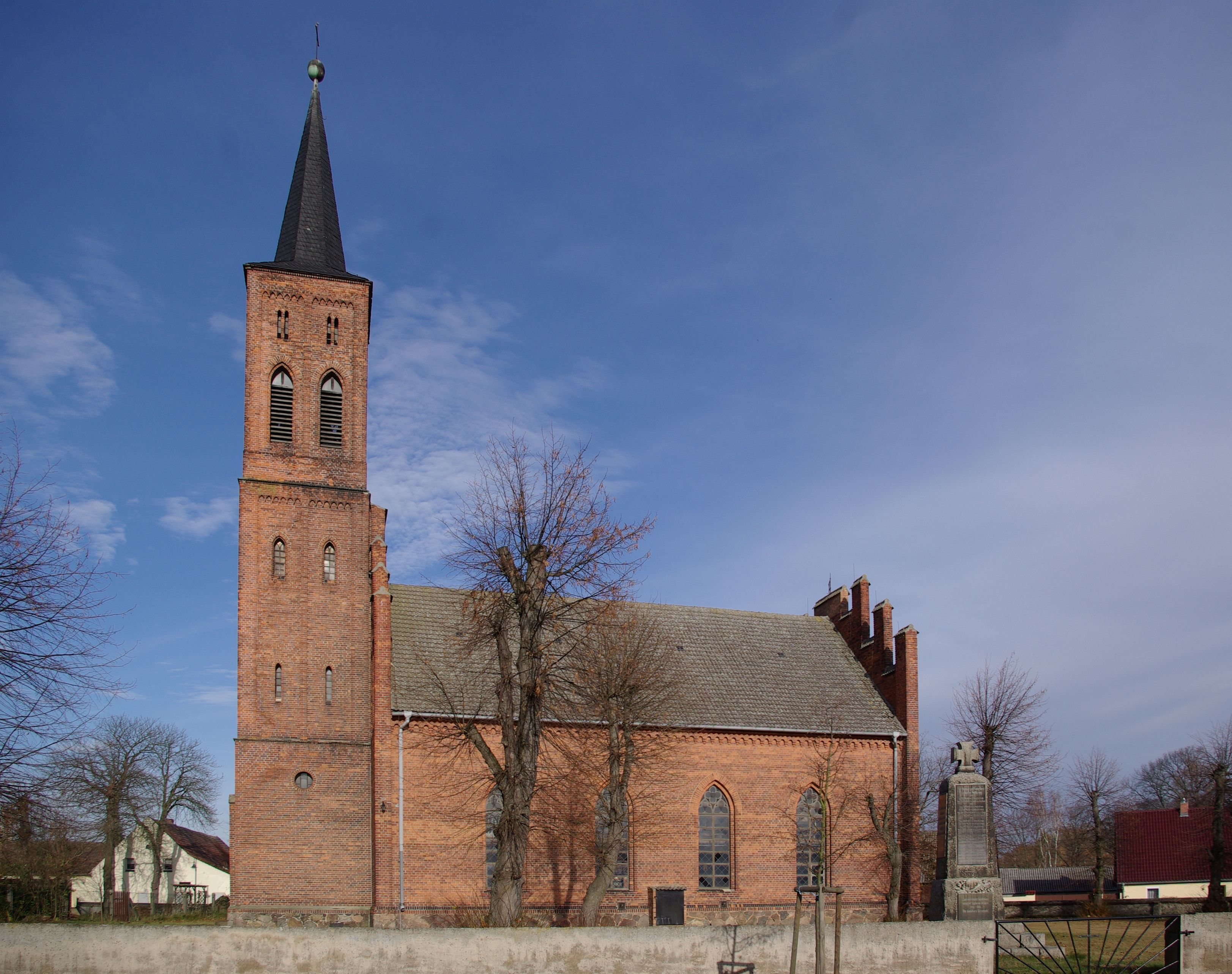
Dorfkirche Meinsdorf

Die evangelische Dorfkirche Meinsdorf ist eine neugotische Saalkirche in Meinsdorf, einem Ortsteil der Gemeinde Niederer Fläming im Landkreis Teltow-Fläming im Land Brandenburg. Die Kirchengemeinde gehört zum Kirchenkreis Zossen-Fläming der Evangelischen Kirche Berlin-Brandenburg-schlesische Oberlausitz. Es handelt sich nach Angaben in einem Kirchenführer des Kirchkreises um die größte Kirche im Ländchen Bärwalde.

## Lage
Die Landstraße 731 führt von Westen kommend in östlicher Richtung in den Ort. Dort quert sie die Dorfstraße, die in Nord-Süd-Richtung verläuft. Die Kirche steht nordöstlich dieser Kreuzung auf einem Grundstück mit einem Kirchfriedhof, der mit einer Mauer eingefriedet ist.

## Geschichte
Das Bauwerk entstand in den Jahren 1853 und 1854 nach einem Entwurf des Maurermeisters Herold aus Jüterbog, der zunächst das Kirchenschiff und die Apsis errichtete. 1870 kam ein Westturm im gleichen Baustil hinzu. Der Sakralbau wurde in den Jahren 1965 bis 1968 sowie 1977 restauriert. Im 21. Jahrhundert ist das Bauwerk stark sanierungsbedürftig; in der Vergangenheit sind bereits Backsteine aus dem Dachgesims heruntergefallen. Eine im Jahr 2007 geplante Sanierung scheiterte an der Finanzierung. Im Jahr 2023 wurde ein erneuter Anlauf genommen und ein Architekturbüro mit der Erstellung eines Konzeptes beauftragt. Im Frühjahr 2023 konnten in einem ersten Schritt die sieben Holzsprossenfenster restauriert werden. Die Kosten beliefen sich auf rund 56.000 Euro.

## Baubeschreibung
Herold verwendete für den Bau überwiegend rötliche Ziegel und errichtete damit den Bau auf einem umlaufenden Sockel aus unbehauenen und nicht lagig geschichteten Feldsteinen. Die polygonale Apsis ist gegenüber dem Schiff eingezogen und fensterlos.
Das Kirchenschiff hat einen rechteckigen Grundriss. An der Nordseite befindet sich eine Sakristei, an der Südseite vier gleich große Spitzbogenfenster. Am Übergang zum Dach ist ein umlaufender, nach unten geöffneter Fries. Die Giebel sind mit Fialen verziert.
Der quadratische Westturm erstreckt sich über drei Geschosse und kann durch ein großes, spitzbogenförmiges Portal von Westen her betreten werden. An der Nord- und Ostseite ist im Erdgeschoss je ein kleines Ochsenauge, während im mittleren Geschoss je zwei schmale spitzbogenförmige Fenster angeordnet wurden. Darüber erhebt sich das Glockengeschoss mit je zwei ebenfalls spitzbogenförmigen Klangarkaden sowie einem nach unten geöffneten Fries. Der achtfach geknickte Turmhelm schließt mit Turmkugel und Kreuz ab.

## Ausstattung
Die Kirchenausstattung bestehend aus Altar, Kanzel und Hufeisenempore stammt aus der Bauzeit. Eine Fünte ist auf das Jahr 1611 datiert.  Zur weiteren Ausstattung gehört ein achtseitiger Pokal mit Beschlagwerk und dem Stifterwappen der Familie von Einsiedel. In den südlichen Spitzbogenfenstern sind drei ovale Wappenscheiben der Familie von Leipzig aus dem 17. Jahrhundert. Es handelt sich dabei vermutlich um Glasmalereien aus der Patronatsloge des Vorgängerbaus. Zwei der drei Wappenscheiben zeigen die Wappen der Familie von Leipzig sowie die Inschriften: „GURGEN ERNST VON LEIPZIGK“ und „CRISTOF JOCHEM VON LEIPZIGK“. Die mittlere Scheibe ist kleiner und schlichter gehalten. Es zeigt ein Wappen sowie den Namen „MARIA VON FRESEN“ sowie die Jahreszahl 1650.
Die Orgel von 1854 stammt von Moritz Baumgarten, der beispielsweise auch in der Dorfkirche Schönborn ein Instrument errichtete. Das Bauwerk ist im Innern flach gedeckt, der Apsisbogen spitzbogig.
Südlich des Bauwerks erinnert ein Denkmal an die Gefallenen der Weltkriege. Auf dem Friedhof stehen weiterhin zwei Epitaphe aus Sandstein aus dem 18. Jahrhundert.